# Agno Grande
El Agno Grande es un río filipino situado en la isla de Luzón, en la provincia de Pangasinán. 

## Geografía
Pese a su distintivo de Grande, no es tampoco de mucha más consideración que el Agno Chico, que corre más al norte en la misma provincia. Despréndese como aquel de la cordillera de los montes Zambales, con dirección al Oeste, y desagua, después de breve curso, en el mar de la China Meridional.
Señala el límite entre los municipios de Infanta, situado en la margen derecha y perteneciente a la provincia de Pangasinán, y el de Santa Cruz de Zambales, en la margen izquierda.